# Rebecca Bach-Lauritsen
Rebecca Bach-Lauritsen (født 12. september 1976 i Charlottenlund) er en dansk børnebogsforfatter, tv-vært og tilrettelægger, der i en årrække har arbejdet for DR. Hun er bedst kendt for at have været med i børneprogrammer som Fandango samt hendes egne programmer Elefantvask og Hyggestuen, som hun lavede med Johanne Algren.
Bach-Lauritsen har været nomineret til en række priser indenfor for både medier og litteratur, hvor hun har skrevet en række anmelderroste romaner.

## Karriere
I 2003 begyndte Rebecca Bach-Lauritsen at arbejde for DR som tilrettelægger indenfor børneprogrammer. Hun optrådte i enkelte afsnit af Fandango, der havde værter som Sebastian Klein og Chapper. Da tv-kanalen Ramasjang gik i luften i 2009, blev hun en del af kanalens mange værter.
I 2011 debuterede hun som forfatter med sin bog Veronika lyder som harmonika, som hun modtog Skriverprisen for. I 2012 var hun medforfatter på tv-serien Elefantvask med Johanne Algren. De lavede derudover programmet Hyggestuen, der blev sendt på den nu nedlagte radiokanal Ramasjang/Ultra. Siden har Bach-Lauritsen udgivet de anmelderroste romaner Sommerdrenge (2013) og Ellens ark (2014). Sommerdrenge blev sat op som teaterstykke på Teatret ved Sorte Hest. Efter at have skrevet Ud af det blå (2019), udgav hun i 2020 bøgerne Det meget meget MEGET farlige monster og Stykker med himmel. Sidstnævnte bog er en fortsættelse til Veronika lyder som harmonika.
I 2021 var hun nomineret til TV Prisen for børneprogrammet Bamselægen. Samme år blev hendes bog Ellens ark filmatiseret som animineret kortfilm, hvor hun skrev manuskriptet. Filmen er instrueret af Lowe Haak. I 2022, sammen med illustratoren Lea Hebsgaard Andersen, modtog Bach-Lauritsen sin anden Skriverpris for bogen Underlig fisk (2021). Hun har derudover skrevet Fri frø (2023), som er illustreret af Charlotte Pardi.

## Personlige liv
Rebecca Bach-Lauritsen blev født i Charlottenlund og voksede op som enebarn. Begge hendes forældre arbejdede indenfor sundhedsområdet. I hendes barndom flyttede familien ofte, hvilket medførte, at hun gik på hele fire folkeskoler. Hendes far arbejdede som læge, men døde i en bilulykke, da Rebecca var 23 år gammel.
Efter studentereksamen i 1995 læste Bach-Lauritsen et års film- og medievidenskab på Københavns Universitet. Hun tog derudover en uddannelse fra Danmarks Journalisthøjskole, før hun i 2008 gik på Forfatterskolen og dimitterede i 2010. Bach-Lauritsen sagde i et interview fra 2015, at hendes inspiration til at blive forfatter stammer helt tilbage fra dengang hun begyndte at lære bogstaver. Hun fortalte også, at hun plejede at høre godnathistorier fra sin morfar, som hun beskrev som "en skøn og kærlig historiefortæller".
Bach-Lauritsen har været gift to gange og har tre børn. Hendes anden mand har ydeligere to børn fra et tidligere forhold.